# Mary Ward

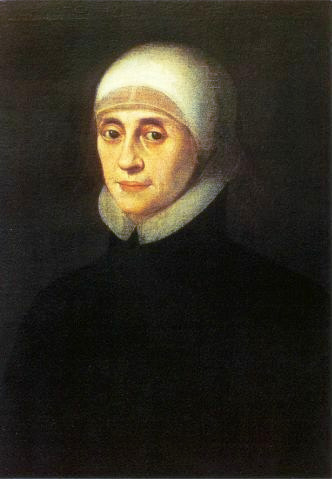
Mary Ward (cirka 1600).

Mary Ward, I.B.V.M., född 23 januari 1585 i Mulwith, Yorkshire, död 30 januari 1645 i Heworth, York, var en engelsk katolsk nunna som grundade Congregation of Jesus och Institute of the Blessed Virgin Mary, mera känt under namnet Sisters of Loreto. Båda dessa kongregationer har etablerat skolor runtom i världen.
Ward fick titeln venerabilis av påven Benedict XVI den 19 december 2009; det andra steget på vägen till kanonisering.